# Wales himnusza
A Walesi himnusz címe: Hen Wlad fy Nhadau („Atyáim földje”). Szövege a következő:

## Walesi eredeti szöveg
Mae hen wlad fy nhadau yn annwyl i mi,

Gwlad beirdd a chantorion, enwogion o fri;

Ei gwrol ryfelwyr, gwladgarwyr tra mad,

Tros ryddid gollasant eu gwaed.

Cytgan:
Gwlad, gwlad, pleidiol wyf i'm gwlad.

Tra mor yn fur i'r bur hoff bau,

O bydded i'r hen iaith barhau.

Hen Gymru fynyddig, paradwys y bardd,

Pob dyffryn, pob clogwyn i'm golwg sydd hardd;

Trwy deimlad gwladgarol, mor swynol yw si

Ei nentydd, afonydd, i mi.

Os treisiodd y gelyn fy ngwlad tan ei droed,

Mae hen iaith y Cymry mor fyw ag erioed,

Ni luddiwyd yr awen gan erchyll law brad.

Na thelyn berseiniol fy ngwlad.

## Kiejtése
| A szöveg kiejtése az északi nyelvjárás szerint: [mɑːɨ hɛn ˈʊlad və ˈn̥ɑːdaɨ ən ˈannwɨ̞l iː miː] [ˈɡʊlad bəirð aː xanˈtoːrjon ɛnˈwoːɡjɔn oː friː] [əi ˈɡʊrɔl rəˈvelwɨ̞r ɡʊladˈɡarwɨ̞r trɑː mɑːd] [troːs ˈrəðɪd ɡɔˈɬaːsant əɨ ɡwɑːɨd] [ˈkətɡan] [ˈɡʊlad ˈɡʊlad ˈpləidjɔl wɨːv iːm ˈɡʊlad] [trɑː mɔr ən fɨ̞r iːr bɨ̞r hoːf baɨ] [oː ˈbəðɛd iːr hɛn jaiθ barˈhɑːɨ] [hɛn ˈɡəmrɨ̞ vəˈnɨːðɪɡ paˈraːdʊɨs ə barð] [poːb ˈdəfrɨ̞n poːb ˈkloːɡwɨ̞n iːm ˈɡɔlʊg səð harð] [trʊɨ ˈdəimlad ɡʊladʊˈɡarɔl mor ˈswɨnɔl ɨu siː] [əi ˈnɛntɨ̞ð aˈvonɨ̞ð iː miː] [oːs ˈtrəiʃɔð ə ˈɡɛlɨ̞n və ˈŋʊlad tan əi drɔɨd] [mɑːɨ hɛn jaiθ ə ˈkəmrɨ̞ mɔr vɨu aɡ ˈɛrjɔɨd] [niː ˈlɨːðwɨd ər ˈawɛn ɡan ˈɛrxɨ̞ɬ lau brɑːd] [naː ˈθɛlɨ̞n bɛrˈsəinjɔl və ˈŋʊlad] | A szöveg kiejtése a déli nyelvjárás szerint: [mai hɛn ˈʊlad və ˈn̥ɑːdai ən ˈannwɪl iː miː] [ˈɡʊlad bəirð aː xanˈtoːrjon ɛnˈwoːɡjɔn oː friː] [əi ˈɡʊrɔl rəˈvelwɪr ɡʊladˈɡarwɪr trɑː mɑːd] [troːs ˈrəðɪd ɡɔˈɬɑːsant əi ɡwaid] [ˈkətɡan] [ˈɡʊlad ˈɡʊlad ˈpləidjɔl wiːv iːm ˈɡʊlad] [trɑː mɔr ən fɪr iːr biɪr hoːf bai] [oː ˈbəðed iːr hɛn jaiθ barˈhai] [hɛn ˈɡəmrɪ vəˈniːðiɡ paˈrɑːdʊis ə barð] [poːb ˈdəfrɪn poːb ˈkloːɡwin iːm ˈɡɔlʊg səð harð] [trʊi ˈdəimlad ɡʊladʊˈɡarɔl mor ˈswɪnɔl iu siː] [əi ˈnɛntɪð aˈvonɪð iː miː] [oːs ˈtrəiʃɔð ə ˈɡɛlɪn və ˈŋʊlad tan əi drɔid] [mai hɛn jaiθ ə ˈkəmrɪ mɔr viʊ aɡ ˈɛrjɔid] [niː ˈliːðwɪd ər ˈawɛn ɡan ˈɛrxɪɬ lau braːd] [nɑː ˈθɛlɪn bɛrˈsəinjɔl və ˈŋʊlad] |

## Angol fordítás
(A himnusz nem hivatalos angol irodalmi fordítása)
The land of my fathers, the land of my choice,

The land in which poets and minstrels rejoice;

The land whose stern warriors were true to the core,

While bleeding for freedom of yore.

Chorus:
Wales! Wales! fav'rite land of Wales!

While sea her wall, may naught befall

To mar the old language of Wales.

Old mountainous Cambria, the Eden of bards,

Each hill and each valley excite my regards;

To the ears of her patriots how charming still seems

The music that flows in her streams.

My country tho' crushed by a hostile array,

The language of Cambria lives on to this day;

The muse has eluded the traitors' foul knives,

The harp of my country survives.